# Winterberg (Rheinisches Schiefergebirge)
Der Winterberg ist ein 350,8 m ü. NHN hoher Berg im Süden der Stadt Schwelm im Ennepe-Ruhr-Kreis, Nordrhein-Westfalen. Die Höhenlage ist zum Teil besiedelt und bildet den gleichnamigen Schwelmer Ortsteil Winterberg.

## Lage und Beschreibung
Der Berg liegt auf der Wasserscheide zwischen den Flusssystemen der Wupper und der Heilenbecke. An seinen Flanken entspringen die Bäche Fastenbecke, Brambecke und Schwelme. Der Berg ist die höchste Erhebung Schwelms, auf dem Gipfel befindet sich ein Wasserbehälter.
Auf dem Berg kreuzten sich zwei mittelalterliche Altstraßen, der Heerweg Köln–Dortmund und ein Ast der Frankfurt–Elberfelder Straße. Von letzterer haben sich Hohlwege auf dem Gipfel erhalten. Die Trassen der Altstraßen werden heute weitgehend von der Landesstraße L527 und der Bundesstraße 483 genutzt. Am Kreuzungspunkt hat sich eine Ansiedlung gebildet, die ebenfalls den Namen Winterberg trägt.